# 牧朴真

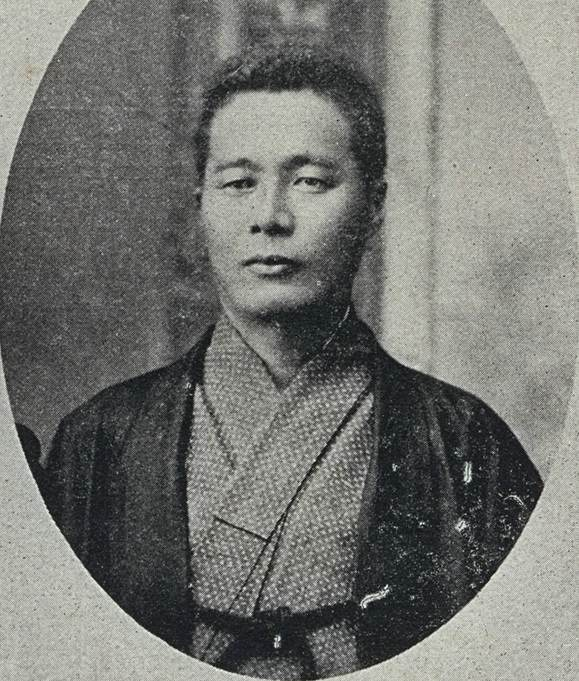
牧朴真

牧 朴真（まき なおまさ、1854年4月26日（嘉永7年3月29日）- 1934年（昭和9年）4月29日）は、日本の官僚、政治家、実業家。県知事、衆議院議員。幼名・銑太郎。

## 経歴
肥前国南高来郡島原村新建（現：長崎県島原市）で、島原藩士・牧真成の長男として生まれる。
1875年1月、長崎県等外一等出仕となる。同年2月、福岡県に転じ十五等出仕・地租改正掛に就任。以後、史生、権少属、兼警部心得、少属などを歴任。
1880年4月、太政官に転じ四等属・内務部勤務となる。以後、審理局御用掛、参事院書記生、同議官補、法制局参事官、枢密院書記官などを歴任し、1889年3月に退官した。その後、総武鉄道株式会社の創立委員長となり、1890年1月、会社設立と共に社長に就任し1892年11月まで在任した。
1890年7月、第1回衆議院議員総選挙に長崎県第三区から出馬し、志波三九郎との接戦を制し当選。大成会に属した。1892年2月、第2回総選挙 でも志波と大接戦となり当選。中央交渉部に属し、衆議院議員を二期務めた。1894年3月の第3回、第4回総選挙では志波に敗れて落選した。
1879年5月、陸軍省雇員となり、台湾総督府設置に伴い民政局内務部長心得に就任。以後、民政局逓信部長心得、台中県知事などを歴任。
1896年8月、青森県知事に転じた。自由党系県会議員と対立し、1897年10月、県会で知事不信任案が可決され、県会は解散となった。同年11月、愛媛県知事に異動したが、二ヵ月後の1898年1月、内務省警保局長に就任し監獄局長心得を兼務した。警察監獄学校の設立に尽力した。1898年7月に警保局長を退任。
1898年11月、農商務省水産局長に就任し、さらに農務局長を務めた。1907年12月に退官。その後、大日本水産会理事長、日本缶詰協会長、大日本水産工芸協会長、大日本水産会副総裁などを歴任し、水産業の振興に尽力した。

## 栄典
位階
- 1934年（昭和9年）4月29日 - 従三位[1]

勲章等
- 1896年（明治29年）3月31日 - 勲五等瑞宝章[2]
- 1897年（明治30年）6月26日 - 勲四等瑞宝章[3]
- 1901年（明治34年）12月27日 - 勲三等瑞宝章[4]
- 1906年（明治39年）4月1日 - 勲二等旭日重光章[5]